# Kimmel (Stati Uniti d'America)
Kimmel è una township degli Stati Uniti d'America, nella contea di Bedford nello Stato della Pennsylvania. Secondo il censimento del 2000 la popolazione è di 1.609 abitanti.

## Società

### Evoluzione demografica
La composizione etnica vede una maggioranza della razza bianca (99,44%) seguita da quella dei nativi americani (0,12%), dati del 2000.
| township di Kimmel Popolazione |       |
| 2000                           | 1.609 |
| Stima al 2009                  | 1.556 |